# Epifanio González
Epifanio González Chávez (19 gennaio 1958) è un ex arbitro di calcio paraguaiano, internazionale dal 1994 al 2003.
È il fratello dell'ex calciatore della Nazionale di calcio del Paraguay Gabriel González.

## Carriera
Iniziò la carriera nel campionato nazionale paraguaiano; fu poi nominato internazionale nel 1994. Debuttò in un match di club di Coppa Libertadores 1994 tra Defensor Sporting e Colo-Colo, terminato 0-0 e tenutosi il 5 aprile del 1994. L'anno seguente debuttò in una competizione ufficiale per Nazionali, il Campionato mondiale di calcio Under-17 1995, dirigendo due incontri, tra cui uno nei quarti di finale. Prese poi parte al Torneo Pre-Olimpico CONMEBOL del 1996, disputato ancora una volta da selezioni giovanili (questa volta Under-23). Arbitra poi la Recopa Sudamericana 1996. La prima manifestazione per Nazionali maggiori cui partecipa González è la Copa América 1997: dopo aver diretto due gare del Brasile (contro Costa Rica e Colombia) viene designato per la semifinale tra i padroni di casa della Bolivia e Messico. Nei tornei per club, arbitra la finale della Coppa CONMEBOL 1997 tra Atlético Mineiro e Lanús. Visti i risultati a livello internazionale, la FIFA lo include nella lista dei direttori di gara per il campionato del mondo 1998: in questa competizione, dopo aver diretto due partite della fase a gironi, viene designato per la finale 3º-4º posto tra Croazia e Paesi Bassi. Negli anni successivi arbitra varie partite rilevanti, come le finali di Coppa Libertadores 2000, Coppa Mercosur 2001 e Copa Sudamericana 2002, mentre a livello di Nazionali viene chiamato dalla UEFA per dirigere Italia - Ungheria, valevole per le Qualificazioni al campionato mondiale di calcio 2002.